# Panousea africana
Panousea africana é uma espécie de anelídeo pertencente à família Sabellidae.
A autoridade científica da espécie é Rullier & Amoureux, tendo sido descrita no ano de 1969.
Trata-se de uma espécie presente no território português, incluindo a sua zona económica exclusiva.